# August Underground
August Underground ist ein US-amerikanischer Horrorfilm und Pseudo-Snuff-Film aus dem Jahre 2001, welcher von Toe Tag Pictures produziert wurde. Regie bei diesem Film führte Fred Vogel, welcher auch für die beiden Nachfolger Mordum und August Underground’s Penance verantwortlich war.

## Inhalt
Zwei Menschen entführen, vergewaltigen und foltern wahllos Menschen und filmen dies dabei mit ihrer Videokamera. Eine richtige Handlung gibt es in diesem Film nicht. Der Film beschränkt sich vor allem darauf, die Folter und Mordszenen möglichst authentisch wirken zu lassen.

## Produktion und Veröffentlichung
Bei der Produktion von Toe Tag Pictures führte Fred Vogel Regie, gemeinsam mit Allen Peters schrieb er auch das Drehbuch. Die Musik stammt von Richard J. Donahue. Für den Schnitt war Kelly Hutch verantwortlich.
Der Film wurde so bearbeitet, dass der Anschein erweckt wird, man habe es mit einem richtigen Amateurvideo zu tun. So soll der Eindruck vermittelt werden, diese Taten seien real. Der ursprünglich geplante Promotiongag, unbeschriftete Videokassetten an öffentlichen Plätzen zu platzieren, wurde aus Angst vor rechtlichen Konsequenzen allerdings wieder fallengelassen.
Der Film wurde in mehreren Staaten auf Video veröffentlicht. In den USA erschien der Film auch in einer 70 Minuten langen Directors-Cut-Version. Eine Blu-Ray kam 2020 bei Unearthed Films heraus.

## Rezeption
Für Filmwissenschaftler Steve Jones gehört die August-Underground-Serie zu den berüchtigsten Beispielen von Horror-Filmen, die wie ein Snuff-Film gestaltet sind. James Aston nennt in seinem Buch Hardcore Horror Cinema in the 21st Century den Filmemacher Fred Vogel als Pionier des Hardcore Horrors des 21. Jahrhunderts, und sein Werk beispielhaft für viele der mit diesem Subgenre assoziierten Praktiken. In einem Fachartikel über Die Monstrosität des Realen – Filmische Bilder der Gewalt und ihre Ästhetik zieht der Filmtheoretiker Lukas Germann August Underground als Extrembeispiel für eine „Tendenz im Horrorfilm ultragewalttätigen Inhalts“ heran, die in vorgeblich von psychopathischen Massenmördern selbst aufgenommenen, extrem authentischen Gewaltdarstellungen bestehe. Im Film sei die Folter „zu einem alltäglichen, banalen Ereignis geworden“. Laut einem Artikel auf Kino.de hätten viele Zuschauer die im Film gezeigten Verbrechen, dessen Handlung sich darauf beschränke, diese möglichst realistisch in Szene zu setzen, für echt gehalten.
Auf der Filmwebsite Collider wurde August Underground in einer Liste der zehn schlechtesten Found-Footage-Filme auf den ersten Platz genommen, mit dem Urteil, es sei ein „hässliches, fehlgeleitetes und verwerfliches Werk“, dessen sinnlose Grausamkeit und extremer Goregehalt es schwierig machten, sich darauf einzulassen oder irgendeinen Sinn in der Geschichte zu erkennen.

## Andere Medien
Der Titel August Underground vom Debütalbum Preacher’s Daughter der Sängerin Ethel Cain aus dem Jahr 2022 wurde nach dem Film benannt.